# Lý Mạnh Ngạn
Lý Mạnh Ngạn (tiếng Trung: 李孟諺; bính âm: Lǐ Mèngyàn; sinh ngày 12 tháng 12 năm 1966) là một chính trị gia người Đài Loan. Ông giữ quyền Thị trưởng Đài Nam từ ngày 8 tháng 9 năm 2017 đến ngày 25 tháng 12 năm 2018. Ông giữ chức Tổng Thư ký Hành chính viện từ ngày 14 tháng 1 năm 2019.

## Giáo dục
Ông nhận bằng cử nhân kỹ sư môi trường từ đại học Đại học Quốc gia Chung Hsing và bằng thạc sĩ khoa học và kỹ thuật nước từ UNESCO-IHE tại Hà Lan.

## Sự nghiệp chính trị
Lý từng là trợ lý kĩ sư và trưởng của chi nhánh Nhà ở và Phát triển đô thị tại Chính quyền tỉnh Đài Loan. Tại chính quyền quận Đài Bắc, ông là trưởng bộ phận và chuyên gia kỹ thuật của Cục công trình công cộng, đồng thời là quyền phó tổng giám đốc Cục Tài nguyên nước và thư ký.